# Crépy (Pas-de-Calais)
Crépy é uma comuna francesa na região administrativa de Altos da França, no departamento de Pas-de-Calais. Estende-se por uma área de 6,91 km². Em 2010 a comuna tinha 152 habitantes (densidade: 22 hab./km²).